# Калачевський Сергій Миколайович
Сергій Миколайович Калачевський (інколи — Колачевський) (1849, с. Федорівка, Херсонська губернія — 1911, Санкт-Петербург) — український підприємець («залізний король»), громадський діяч, меценат, лікар, науковець.

## Невідомий Сергій Калачевський
Життєвим девізом Сергія Калачевського були слова, які він любив повторювати: «Все боїться часу, але час боїться доброти». Володар 30 млн стану, «залізний король» продовжував лікарську діяльність, співпрацював в будинку піклування душевнохворих, заснував в Одесі художнє училище, разом з дружиною організовував санаторій для дітей, хворих на туберкульоз, багатьом людям допомагав грошима. Не маючи власних дітей, свою любов віддав тисячам сиріт і знедолених малюків. Друзі називали його «практичним ідеалістом».

## Рід Калачевських
Дід доктора Калачевського Федір Іванович народився у Смоленській губернії в дворянській родині. У 14 років розпочав військову службу, яка тривала чверть століття. Він пройшов всі сходинки військової ієрархії. Мав чин секунд-майора. Одружившись з Ганною Спиридонівною Манвеловою, Федір Іванович поселився на березі річки Омельничек, де заснував два хутора: Федорівку і Туркестанівку.
Батько майбутнього промисловця — Микола Федорович Колачевський був восьмим з дванадцяти дітей у родині. Згідно з батьківською традицією, він з юнацьких років став до військової справи. Конфлікти з командуванням призвели до розжалування у рядові і висилку на Кавказ у 1832 р. Згодом Микола Федорович знову дослужився до штабс-ротмістра і у 1835 році пішов у відставку за станом здоров'я. Конфлікти, що відбувались під час служби, посприяли рішенню батька не посилати своїх синів до війська, а дати їм цивільну освіту.

## Дитинство і молодість
Сергій був третьою дитиною (з п'яти) від другого шлюбу батька з Марією Максимівною Ленгаузен. Народився С. М. Калачевський у 1849 р. в селі Федорівка. Дитинство Сергія пройшло в навколишніх селах Туркестанівка, Кочубеївка, Березнегувате у маєтках батьків і численних родичів та в Кременчуці. Далі було навчання в Кременчуцькій гімназії. У 1868 р. Сергій Миколайович вступив на медичний факультет Київського університету, де згодом став одним з найкращих учнів відомого українського гістолога Петра Перемежка. Про великий науковий потенціал молодого студента свідчить факт, що ще під час навчання за дорученням факультету він успішно виконав наукову роботу на тему: «Про нерви печінки», яка отримала золоту медаль та була видана в 1872 році (серпневий випуск «Університетських записок»). Після отримання диплому лікаря С. Калачевський почав практикувати в земських установах Кременчука, де вже працював його старший брат. До 1876 р. С. Калачевський встиг налагодити в Кременчуці зразкове медичне обслуговування населення. В 1876 р. він захистив докторську дисертацію на тему: «До питання про будову кісткового мозку», організував у місті хірургічне відділення Полтавської губернської земської лікарні. За своєю ініціативою він залучив до роботи молодих перспективних фахівців, у тому числі відомого згодом українського хірурга і громадського діяча Овксентія Богаєвського. З кінця 1876 р. і до початку 1879 р. С. Калачевський, беручи приклад з хірурга Миколи Пирогова, двічі вирушав у складі загону Червоного Хреста на Балкани, де допомагав повсталому болгарському народу в боротьбі за незалежність із Туреччиною. Подальша доля Сергія Миколайовича пов'язана з Одесою, куди він, імовірно, переїхав близько 1882 р. і згодом зайняв чільне місце у громадському житті міста як лікар і культурний діяч. Вже на початку 1883 р. С. Калачевського обирають секретарем медичного відділу розпорядчого комітету VII з'їзду природодослідників та лікарів. У 1897 р. Сергій Миколайович, як віце-президентом Одеського «Товариства Красних Мистецтв», їде до Петербурга, вирішувати питання відкриття у місті художнього училища. Він також був членом Одеського товариства історії та старовини, спільно з Д. Дубенським видавав газету «Русское чтение».

## Одруження та придане
У 1882—1883 роках Сергій Миколайович одружується з Євгенією Розмарінца. Весілля відбулося в Одесі, де сім'я потім і проживала. Євгенія Михайлівна доводилась племінницею поміщиці Зайцевій, яка дала їй у посаг 400 десятин землі біля села Веселі Терни. Спочатку Сергій Калачевський ніяких особливих планів відносно їхнього використання не виношував і здавав землю в оренду під поля та пасовиська місцевим селянам.

## Залізний король

### Початок
Періодично наїжджаючи на Криворіжжя і знаючи, що тут в різних місцях щорічно відкривають нові родовища руд, які приносять великі прибутки, він вирішує детально дослідити свою ділянку. З цією метою він запрошує штейгера Миколу Білогостицького для розвідок та шурфування. Перші ж шурфи показали наявність руди. В результаті пошуків було відкрите велике родовище. Ця подія відбулась у 1891 р. Для початку розробок були потрібні великі гроші, яких у Калачевського не було. Він жив на платню лікаря та отримував крім цього 1600 руб. на рік від орендаторів землі. Прийшлося піти на ризик — під заставу рудоносної ділянки та зобов'язання поставок руди було взято в «Дойчен Кайзер» 1,5 млн марок. Перед цим сюди приїхала представницька делегація німецьких інженерів і техніків для оцінки перспективності родовища. Гості були задоволені — те, що вони побачили, переходило межі їхньої уяви. Для розгортання робіт і раціонального розташування виробництва було взято у вдови майора Зайцевої в оренду ще 254 десятини землі, з виплатою 6,5 тис. руб. щорічно. Підготовчі роботи розпочались у другій половині 1891 р., а до видобутку руди приступили восени 1893 р.

### Підхід до роботи
Розуміючи, як важливо створити колектив кваліфікованих працівників, Калачевський починає будувати велику їдальню на 1000 місць, яка при потребі легко перетворювалась на театр. Згідно з рапортом окружного інспектора Єкатеринославського гірничого округу, витрати на харчування одного робітника складала 6-7 руб. на місяць. Калачевський був єдиний на ті роки підприємцем, котрий взяв на себе витрати на харчування гірників. Постійні робітники переводились на відрядну систему оплати, а ковалям, токарям, слюсарям, машиністам встановлювалась висока, порівняно з іншими рудниками, плата. Заробляв простий робітник від 15 до 20 руб. на місяць, майстер — близько 25-35, інженери — до 100 руб.(у 1910 р. корова коштувала близько 5 руб.).
Були ще й поденні робітники, які отримували 40 коп. в день і безкоштовно харчувались у другій спеціальній їдальні. Але Сергій Калачевський у своїх новаторських пошуках підвищення рентабельності підприємства пішов далі. Він помітив, що найбільш справні та роботящі — це вихідці з Орловської губернії, що наштовхнуло на думку віддавати їм перевагу при наймі. Почалось будівництво робочої «колонії» для майстрових по 2 квартири в будинку, та казарм (гуртожитків) для тимчасових і холостих. Причому в будинках була вода, світло, газ, а квартплата складала в всього 20 коп. на місяць.
Крім того, з часом було збудовано школу з безкоштовним навчанням, лікарню, бібліотеку, лазню. Багато з приїжджих залишалось працювати назавжди — таким призначалась підвищена оплата. Новоспечені криворіжці починали писати листи додому, розписуючи принади роботи та життя на руднику. В результаті сюди переїхало багато людей, які згодом стали кадровими робітниками. Крім того, у робітників Калачевського були трудові книжки і страхові поліси. Працювала лікарня, яку відкрила дружина Калачевського. А на вихідні відчиняли двері клубу, де часто гастролювали артисти, як-от Марія Заньковецька, Саксаганський та інші. Театральні вистави у Калачевського були для виробничників безкоштовними. Гірники ніколи не дозволяли погано говорити про «хазяїна».
По суті, рудник Калачевського був невеличким робітничим містечком.
С. Колачевський був також новатором у ще одній справі — у 1897 р. він першим у Кривбасі купив власний паровоз для рудничних потреб, а потім ще один — на початку 1899 р. У 1902 р. одним з перших на Криворіжжі провів електричне освітлення до житлових будинків. Понад 20 тис. руб. було витрачено ним на будівництво криниць для забезпечення потреб рудника і людей чистою водою.

## Меценатство
Була у Сергія Калачевського ще одна, на жаль, так і не реалізована мрія — створити синдикат рудопромисловців Криворіжжя для координації зусиль у сфері видобутку і реалізації залізної руди. Згідно з проектом Уставу передбачалось збільшення асигнувань на соціальні потреби (медицина, освіта) та культурний розвиток басейну. Перше засідання засновників відбулось на руднику Колачевського 4 жовтня 1907 р. Товариству вирішили дати назву «Продаруд». У лютому 1908 р. Калачевський зробив перший і найбільший внесок у фонд товариства. Його одностайно обрали головою правління.
С. Калачевський брав активну участь у справах меценатства. Іноді влаштовувались маленькі ярмарки, де вистачало розваг і дорослим, і дітям. За спогадами сучасників, на свята, він сідав у візок запряженим поні і їздив по вулицям та роздавав дітям солодощі, цукерки та одяг. Сергій Миколайович утримував при руднику початкову школу для дітей, народну бібліотеку для дорослих, православний молитовний дім. Він був засновником Сестрорецкого дитячого санаторія в Петербурзі, опікуном Струдвовської громади сестер милосердя в Одесі і Євгеніївської громади сестер милосердя в Петербурзі. Калачевський був почесним мировим суддею Верхньодніпровського земства в 1906—1911 рр., членом ревізійної комісії управи згаданого земства і попечителем Саксаганського ремісничого училища, членом комісії з покращення тваринництва у повіті.
Незадовго до смерті Сергій Колачевський віддав рудник в оренду на 36 років Російсько-бельгійському металургійному товариству. Всі отримані прибутки при гарантії не менше 20 млн руб. на рік він заповів Криворіжжю.

## Садівництво
Улюбленою справою Сергія Миколайовича було садівництво. Його сад, котрий був розташований за маєтком, нараховував 23,5 десятин, з них 15 займали фруктові дерева: 5400 елітних сортів місцевого та закордонних селекцій, плодові кущі та виноград. В 1910 році Калачевський брав участь в обласній сільськогосподарській виставці в Єкатиринославі, його колекція плодів взяла золоті і срібні медалі. За садом він слідкував дуже щільно, міг і сам доглядати за деревами.

## Смерть

### Причина смерті
Серце Сергія Миколайовича зупинилось 23 травня 1911 р. Важко сказати, що саме стало причиною. В травні він від'їхав по справам до Петербургу, але незабаром дружині повідомили про смерть коханого чоловіка. За першою версією — стався серцевий напад, друга — його отруїли.

### Похорон
Похорон цієї людини сколихнув увесь Кривий Ріг. З спогадів сучасників, труну несли зі станції Довгинцеве до маєтку на руках (більш ніж 20 км), вулиці були повні народу: інтелігенція, студенти, робочі, офіцери…Газети писали, що в похороні брали участь близько 17 тис. городян. Цілий день люди йшли попрощатися з покійним, причому дружина розпорядилась пускати всіх, незалежно від стану.

## Заповіт
Але самою великою несподіванкою став заповіт Калачевського.
В журналі Верхньодніпровських земських зборів від 3 квітня 1912 р. опубліковано розгляд питання про заповіт Сергія Миколайовича. З нього дізнаємося, що рудопромисловець весь свій багатомільйонний статок — близько 30 млн руб. — 25 травня 1906 р. заповів на благодійницькі справи. Це був рудник з маєтком у 697 дес. у Верхньодніпровському повіті, майно в Одесі і шахта в Іркутській губернії. Згідно із заповітом близько 100 тис. руб. було роздано робітникам, які працювали на руднику, 50 тис. — Стурдзівській громаді сестер милосердя в Одесі, частина грошей була виділена на будівництво церкви на руднику, на зведення будинку престарілих для мешканців Катеринославської і Херсонської губерній.
Коли після перерахованих роздач зібрався би капітал у 500 тис. руб., за волею покійного потрібно було негайно розпочати будівництво у маєтку Колачевського сільськогосподарського училища зі зразковими полями, фермою і фруктовим садом. Навчальний заклад було потрібно назвати іменем Євгенії і Сергія Калачевських. Цьому училищу Сергій Миколайович заповів у власність «все без виключення: нерухомий маєток, з капіталом і рудником, з усіма його атрибутами…».
Обов'язковою умовою при створенні училища було введення відділів скотарства, фермерського господарства і плодівництва, безкоштовне навчання всіх станів населення Херсонської і Катеринославської губерній. Причому місця повинні розподілятись у такій пропорції: 75 % — селянам, 25 % — дворянам. Будівлі, які не будуть необхідними для училища, переробити на «пристанища для престарілих жителів Херсонської і Катеринославської губерній всіх станів православного віросповідання». Згідно з підрахунками земства, для училища залишався капітал у 29 млн руб., або по тогочасному курсу — понад 14 млн доларів.
Також Сергій Миколайвич розпорядився продати все рухоме майно та предмети розкоші, а отриманні гроші виплатити робітникам: працюючі від 3 до 5 років — піврічний оклад, від 5-8 років — річний оклад, а хто більш ніж 10 років-розмір окладу за 2 роки. Щоб наділити всіх, відповідно до заповіту, пішло 100 тис.руб, з урахуванням цін того часу — величезні кошти.
Посмертна доля заповіту Сергія Калачевського склалась трагічно. Його племінник Володимир Михайлович довгий час судився, вимагаючи через Сенат скасування заповіту. Коли суд визнав його дійсним, до справи взялись родичі Євгенії Колачевської, які висунули претензію в неправомочності її заповіту на користь чоловіка, бо вона, мовляв, була несповна розуму, коли його складала. На це був витрачений не один рік. Нарешті в 1916 р. Сенат ухвалив рішення про законність заповіту. Але в дію він так і не встиг вступити. На порозі стояв жовтневий переворот більшовиків 1917 р. з ідеєю «чорного переділу».

## Цікаві факти
- В травні 2016 року найдовшу вулицю Кривого Рогу — вулицю 23 Лютого, назвали в честь Сергія Колачевського. Вулиця проходить поряд з рудником С. М. Колачевського.